# 3.º Regimiento Antiaéreo (o)
El 3.º Regimiento Antiaéreo (o) (Flak-Regiment. 3) fue una unidad de la Luftwaffe durante la Segunda Guerra Mundial.

## Historia
Fue formado el 1 de octubre de 1936 en Weimar. El 15 de junio de 1939 se convirtió en el 11.º Regimiento Antiaéreo y se trasladó a Königsberg. Reformado en diciembre de 1939 en Weimar. Inicialmente como el 3.º Regimiento Antiaéreo (v).

## Comandantes
- Coronel Helmut Richter - (1 de octubre de 1936 - 1 de octubre de 1937)
- Coronel Ernst Buffa - (1 de octubre de 1937 - 15 de junio de 1939)
- Coronel Dipl.Ing. Walter Kathmann - (diciembre de 1939 - 20 de enero de 1940)
- Coronel Alfons Luczny - (18 de mayo de 1940 - 11 de junio de 1940)
- Coronel Ernst Buffa - (11 de junio de 1940 - 24 de julio de 1940)
- Coronel Dipl.Ing. Eugen Hesse - (26 de agosto de 1940 - diciembre de 1940)
- Coronel Hans-Eugen Heckmanns - (diciembre de 1940 - agosto de 1941)
- Coronel Gerhard Konopatzki - (agosto de 1941 - 18 de marzo de 1943)
- Coronel Eugen von Lyro - (18 de marzo de 1943 - 15 de mayo de 1943)
- Coronel Friedrich Niemann - (15 de mayo de 1943 - diciembre de 1944)
- Coronel Ernst Ziem - (12 de diciembre de 1944 - enero de 1945)
- Coronel Eberhard Ludwig Grauert - (febrero de 1945 - 1945)

## Servicios
- octubre de 1936 - febrero de 1938: bajo el Höh.Kdr.d.Flakart. en el III Distrito Aéreo.
- febrero de 1938 - julio de 1938: bajo el XIV Comando Administrativo Aéreo.
- julio de 1938 - junio de 1939: bajo el 3.º Comando de Defensa Aérea.
- 1939 - 1941: En Weimar como Grupo Antiaéreo Weimar(?)
- 1941: Más tarde se trasladó a Stettin, ahora como Grupo Antiaéreo Stettin(?).
- 1 de noviembre de 1943: como Grupo Antiaéreo Stettin bajo el III Comando Aéreo, con s.616 (o), s.325 (o), s.337 (o), le.850 (o), le.832 (o), s.564 (v), s.227 (E), zbV s.Bttr.5523 (o), Sw.410 (o), Sw.180 (o), zbV Bttr.7600 (o), Lsp. 1.-5./204, Ausb.Bttr.2, Ausw.Zug 3 (mot.), Ausw.Zug 209 (o), s.Alarm-Flak-Bttr. 3./51, 15 le.Alarm-Flak-Bttr. (6./III, 40. - 45./III, 83./III, 109./III, 116. - 121./III), 4 s.Heimat-Flak-Bttr. (200./III, 201./III, 210./III, 211./III), 6 le.Heimat-Flak-Bttr. (6./III, 8./III, 9./III, 18./III, 39./III, 40./III) and 3 s.Heimat-Sperrfeuer-Bttr. (212. - 214./III); 7.º Regimiento de Proyectores también se adjunta al regimiento.
- 1 de enero de 1944: como Grupo Antiaéreo Stettin bajo el III Comando Aéreo, con s.325 (o), s.337 (o), s.564 (o), s.616 (o), le.850 (o), le.832 (o), le.917 (o), Lsp.204, 15 le.Alarm-Flak-Bttr. (6./III, 40. - 45./III, 83./IV, 109./IV, 116. - 121./IV), 6 le.Heimat-Flak-Bttr. (3./III, 6./III, 8./III, 9./III, 39./III, 40./III) y 8 s.Heimat-Sperrfeuer-Bttr. (200./III, 201./III, 210./III, 212. - 215./III)
- 1 de febrero de 1944: como Grupo Antiaéreo Stettin bajo el III Comando Aéreo, con s.325 (o), s.337 (o), s.564 (o), s.616 (o), le.832 (o), le.917 (o), Lsp.204, zbV s.Bttr.5523 and 5555, 15 le.Alarm-Flak-Bttr. (6./III, 40. - 45./III, 83./IV, 109./IV, 116. - 121./IV), 6 le.Heimat-Flak-Bttr. (3./III, 6./III, 8./III, 9./III, 39./III, 40./III) y 7 s.Heimat-Sperrfeuer-Bttr. (200./III, 201./III, 210./III, 213. - 215./III)
- 1 de marzo de 1944: como Grupo Antiaéreo Stettin bajo el III Comando Aéreo, con s.325 (o), s.337 (o), s.564 (o), s.616 (o), le.832 (o), le.850 (o), le.917 (o), 7 le.Alarm-Flak-Bttr. (109./IV, 116. - 121./IV), 4 s.Heimat-Flak-Bttr. (200./IV, 201./IV, 210./IV, 211./IV) y 7 le.Heimat-Flak-Bttr. (6./III, 8./III, 9./III, 18./III, 39./III, 40./III, 43./III)
- 1 de abril de 1944: como Grupo Antiaéreo Stettin bajo el III Comando Aéreo, con s.325 (o), s.337 (o), s.564 (o), s.616 (o), le.832 (o), le.850 (o), le.917 (o), 7 le.Alarm-Flak-Bttr. (109./IV, 116. - 121./IV), 7 s.Heimat-Flak-Bttr. (200./III, 201./III, 210./III, 212. - 215./III) y 6 le.Heimat-Flak-Bttr. (6./III, 9./III, 18./III, 39./III, 40./III, 43./III)
- 1 de mayo de 1944: como Grupo Antiaéreo Stettin bajo el III Comando Aéreo, con s.325 (o), s.337 (o), s.564 (o), s.616 (o), le.850 (o), le.917 (o), 7 le.Alarm-Flak-Bttr. (109./IV, 116. - 121./IV), 6 s.Heimat-Sperrfeuer-Bttr. (200./III, 201./III, 212. - 215./III) y 7 le.Heimat-Flak-Bttr. (6./III, 8./III, 9./III, 18./III, 39./III, 40./III, 43./III)
- 1 de junio de 1944: como Grupo Antiaéreo Stettin bajo el III Comando Aéreo, con s.325 (o), s.337 (o), s.564 (o), s.616 (o), s. 3.-4./403 (o), s. 4./443 (o), s. 5./335 (o), s. 2./633 (o), s. 1./221 (o), le. 1. - 2./832 (o), le.850 (o), le.917 (o), zbV Bttr.6523, 10 le.Alarm-Flak-Bttr. (6./III, 109./III, 118./III, 121./III, 116. - 121./IV), 8 s.Heimat-Sperrfeuer-Bttr. (200./III, 201./III, 210. - 214./III, 222./III), 7 le.Heimat-Flak-Bttr. (3./III, 6./III, 8./III, 9./III, 18./III, 39./III, 40./III) y 5 s.Alarm-Flak-Bttr. (109./III, 116./III, 117./III, 119./III, 120./III)
- 1 de julio de 1944: como Grupo Antiaéreo Stettin bajo el III Comando Aéreo, con s.325 (o), s.337 (o), s. 1.-4./564 (o), s.616 (o), s. 3.-4./403 (o), s. 4./443 (o), s. 5./335 (o), s. 2./635 (o), s. 1./221 (o), s. 2./362 (o), s. 1., 3./513 (o), s. 1.-2./437 (o), gem.662 (v), le. 1. - 2./832 (o), le.850 (o), le.917 (o), zbV Bttr.6523, zbV s.Bttr.10261 - 10264, 7 le.Alarm-Flak-Bttr. (109./III, 116. - 121./IV), 7 le.Heimat-Flak-Bttr. (3./III, 6./III, 8./III, 9./III, 18./III, 39./III, 40./III) y 8 s.Heimat-Sperrfeuer-Bttr. (200./III, 201./III, 210. - 214./III, 222./III)
- 1 de agosto de 1944: como Grupo Antiaéreo Stettin bajo el III Comando Aéreo, con s. 1./244 (o), s. 1., 3./513 (o), s. 1.-8./325 (o), s. 1.-6./337 (o), s. 1.-4./564 (v), s. 1., 4./662 (o), s. 4./443 (o), s. 3.-4./403 (o), s. 6./540 (o), s. 1./477 (o), s. 1.-7./616 (o), s. 2./635 (o), s. 5./335 (o), s. 3./662 (o), s. 1.-2./437 (o), le. 1.-2./832 (o), le. 1., 4./850 (o), le. 1.-3./917 (o), s. 2./362 (o), zbV.Bttr.10261 - 10264, zbV.Bttr.10266 - 10268, 12 le.Heimat-Flak-Bttr. (6./III, 8./III, 9./III, 25./III, 39./III, 109./III, 116. - 121./III), 3 Stab le.Heimat-Flak-Bttr. (4./III, 18./III, 40./III) y 8 s.Heimat-Flak-Bttr. (200./III, 201./III, 210. - 214./III, 222./III)
- 25 de agosto de 1944: bajo la 6.ª Brigada Antiaérea.
- 1 de septiembre de 1944: como Grupo Antiaéreo Stettin bajo la 6.ª Brigada Antiaérea, con Stab/s.313 (o) sin baterías; Stab/s.325 (o) con 26 baterías (1., 4., 7. - 8./325 (o), 6./s.137 (o), 3.-4./s.337 (o), 5./s.362 (o), 4./s.474 (o), 1.-4./s.616 (o), 1.-2./le.832 (o), zbV.Bttr. 10261 - 10264, 10266 - 10268, 10416, 10430, 10431); Stab/s.337 (o) con 6 baterías (1., 2., 5., 6./337 (o), 4./s.313 (o), 6./s.540 (o)); Stab/s.437 (o) con 16 baterías (1., 2./437 (o), 1./s.221 (o), 2./s.231 (o), 1./s.244 (o), 6./s.325 (o), 5./s.335 (o), 2./s.362 (o), 3./s.403 (o), 4./s.443 (o), 1., 4./s.462 (o), 4./s.472 (o), 7./s.616 (o), 1., 4./s.662 (o)); Stab/s.474 (v), con 14 baterías (1., 4./s.112 (o), 2., 3., 5./s.325 (o), 1./s.335 (o), 6./s.401 (o), 4./s.403 (o), 3./s.463 (o), 1., 3./s.513 (o), 2./s.635 (o), 3./s.662 (o), 3./s.666 (o)); Stab/s.477 (o) con 1 batería (1./s.477 (o)); Stab/s.616 (o) con 8 baterías (2., 3., 5., 6./s.616 (o), s.Heimat-Flak-Bttr. 200./III, 201./III, 210./III, 211./III); Stab/le.850 (o) con 7 baterías (1., 4./le.850 (o), le.Heimat-Flak-Bttr. 6./III, 8./III, 9./III, 39./III, le.Alarm-Flak-Bttr. 6./III); Stab/le.917 (o) con 4 baterías (1. - 3./le.917 (o) y le.Heimat-Flak-Bttr. 18./III)
- 1 de octubre de 1944: como Grupo Antiaéreo Stettin bajo la 6.ª Brigada Antiaérea, con Stab/s.154 (o) con 12 baterías (1./s.221 (o), 2./s.231 (o), 1./s.244 (o), 6./s.325 (o), 5./s.335 (o), 3./s.403 (o), 4./s.443 (o), 1., 4./s.462 (o), 4./s.472 (o), 3., 7./s.616 (o)); Stab/s.325 (o) con 19 baterías (1., 4., 7. - 8./325 (o), 6./s.137 (o), 3.-4./s.337 (o), 5./s.362 (o), 1., 4./s.616 (o), s.Flak-Bttr.zbV 10261 - 10264, 10266 - 10268, 10279, 10431); Stab/s.337 (o) con 5 baterías (1., 2., 5., 6./337 (o), 6./s.540 (o)); Stab/s.437 (o) con 6 baterías (1., 2./437 (o), 2./s.362 (o), 1., 4./s.662 (o), s.Flak-Bttr.zbV 10283); Stab/s.474 (v) con 8 baterías (2., 3./s.325 (o), 1./s.335 (o), 3./s.463 (o), 1., 3./s.513 (o), 3./s.662 (o), 3./s.666 (o)); Stab/s.605 (o) con 3 baterías (5./s.325 (o), 4./s.403 (o), 2./s.635 (o)); Stab/s.616 (o) con 8 baterías (2., 5., 6./s.616 (o), s.Heimat-Flak-Bttr. 200./III, 201./III, 210./III, 211./III, 225./III); Stab/le.850 (o) con 9 baterías (1., 4./le.850 (o), 1., 2./le.832 (o), le.Heimat-Flak-Bttr. 6./III, 8./III, 9./III, 39./III, le.Alarm-Flak-Bttr. 6./III); Stab/le.917 (o) con 3 baterías (1., 3./le.917 (o) y le.Heimat-Flak-Bttr. 18./III)
- 1 de noviembre de 1944: como Grupo Antiaéreo Stettin bajo la 6.ª Brigada Antiaérea, con Stab/s.154 (o) con 12 baterías (1./s.221 (o), 2./s.231 (o), 1./s.244 (o), 6./s.325 (o), 5./s.335 (o), 3./s.403 (o), 4./s.443 (o), 1., 4./s.462 (o), 4./s.472 (o), 3., 7./s.616 (o)); Stab/s.325 (o) con 8 baterías (1., 4., 9. - 10./325 (o), 6./s.137 (o), 4./s.337 (o), 1., 4./s.616 (o)); Stab/s.337 (o) con 7 baterías (1., 2., 5., 6./337 (o), 6./s.540 (o), 3./le.917 (o), le.Heimat-Flak-Bttr. 18./III); Stab/s.437 (o) con 9 baterías (1., 2., 6./437 (o), 3./s.337 (o), 2./s.362 (o), 1., 4./s.662 (o), s.Flak-Bttr.zbV 10283, 10279); Stab/s.474 (v) con 11 baterías (6./s.154 (o), 2., 3./s.325 (o), 1./s.335 (o), 5./s.362 (o), 3./s.463 (o), 1., 3./s.513 (o), 3./s.662 (o), 3./s.666 (o), s.Flak-Bttr.zbV 10261); Stab/s.605 (o) con 7 baterías (7., 8./s.154 (o), 5., 7./s.325 (o), 4./s.403 (o), 2./s.635 (o), s.Flak-Bttr.zbV 10437); Stab/s.616 (o) con 9 baterías (2., 5., 6./s.616 (o), 8./s.325 (o), s.Heimat-Flak-Bttr. 200./III, 201./III, 210./III, 211./III, 225./III); Stab/le.850 (o) con 7 baterías (1., 2., 4./le.850 (o), le.Heimat-Flak-Bttr. 6./III, 7./III, 39./III, le.Alarm-Flak-Bttr. 6./III); Stab/Heimat-Flak-Abteilung 80./XIII sin baterías.
- 1 de diciembre de 1944: como Grupo Antiaéreo Stettin bajo la 6.º Brigada Antiaérea, con Stab/s.154 (o) con 11 baterías (1./s.221 (o), 2./s.231 (o), 6./s.325 (o), 5./s.335 (o), 3./s.403 (o), 4./s.443 (o), 1., 4./s.462 (o), 4./s.472 (o), 3., 7./s.616 (o)); Stab/s.325 (o) con 8 baterías (1., 4., 9. - 10./325 (o), 6./s.137 (o), 4./s.337 (o), 1., 4./s.616 (o)); Stab/s.337 (o) con 1 batería (2./337 (o)); Stab/s.437 (o) con 10 baterías (1., 2., 6./437 (o), 1./s.244 (o), 3./s.337 (o), 2./s.362 (o), 1., 4./s.662 (o), s.Flak-Bttr.zbV 10283, 10279); Stab/s.474 (v) con 11 baterías (6., 9./s.154 (o), 2., 3./s.325 (o), 1./s.335 (o), 5./s.362 (o), 3./s.463 (o), 1., 3./s.513 (o), 3./s.662 (o), 3./s.666 (o)); Stab/s.605 (o) con 7 baterías (7., 8./s.154 (o), 5., 7./s.325 (o), 4./s.403 (o), 2./s.635 (o), s.Flak-Bttr.zbV 10437); Stab/s.616 (o) con 9 baterías (2., 5., 6./s.616 (o), 8./s.325 (o), s.Heimat-Flak-Bttr. 200./III, 201./III, 210./III, 211./III, 225./III); Stab/le.850 (o) con 13 baterías (1.-4./le.850 (o), 6./s.540 (o), 3./le.917 (o), le.Heimat-Flak-Bttr. 6./III, 7./III, 9./III, 40./III, le.Alarm-Flak-Bttr. 6./III, 25./III, 116./III)
- 1945: entró en combate en Politz, cerca de Stettin, en el marco de la 6.ª Brigada Antiaérea.